# Samuel Rhodes
Samuel Rhodes (* 13. Februar 1941 in New York) ist ein US-amerikanischer Bratschist, Komponist und Musikpädagoge. 
Rhodes studierte Bratsche bei Sydney Beck und Walter Trampler. Er erhielt den Grad eines Bachelor am Queens College und den Mastergrad an der Princeton University, wo er Kompositionsschüler von Roger Sessions und Earl Kim war. Seit 1960 nahm er am Marlboro Festival teil. Von 1961 bis 1969 gehörte er dem Galimir String Quartet an. Seit 1969 unterrichtet er an der Juilliard School und ist Bratschist im Juilliard String Quartet. Mit diesem unternahm er Tourneen durch Europa, Nord- und Südamerika, den Nahen Osten, Asien, Australien und Neuseeland, spielte Aufnahmen für die Labels CBS Masterworks, Sony Classical, Wergo und CRI ein und wurde mit drei Grammys ausgezeichnet.
Als Gast trat Rhodes u. a. mit dem Beaux Arts Trio und dem Mannes Trio, dem American, Brentano, Cleveland, Galimir, Guarneri, Pro-Arte, Mendelssohn und Sequoia String Quartet auf. Er gab ein Solokonzert in der Kongressbibliothek und spielte an der Juilliard School Uraufführungen von Kompositionen Milton Babbitts und Arthur Weisbergs. 2001 wurde er als Solist zum zehnten Festival Viola Space nach Tokio eingeladen. 2008 spielte er in Paris die Uraufführung der Komposition Figment IV für Solobratsche von Elliott Carter. Rhodes komponierte ein Streichquintett, das von mehreren namhaften Streichquartetten aufgeführt und vom Pro Arte Quartet mit dem Komponisten als Gast auf CD eingespielt wurde.